# Тоса ніккі
Тоса ніккі (яп. 土佐日記 / 土左日記, とさにっき, «Щоденник з Тоси») — художній твір японської літератури 10 століття періоду Хей'ан, у жанрі подорожнього щоденника. Автор — Кі но Цураюкі. Перший японський щоденник, повністю написаний японською абеткою. 

## Короткі відомості
«Щоденник з Тоси» — розповідь у формі щоденника про 55-денну корабельну подорож Кі но Цураюкі з провінції Тоса, де закінчився його термін повноважень перебування на посаді провінціала, до японської столиці Хей'ан. Час написання твору точно невідомий, проте найвірогіднішою датою називають 935 рік. Автор виступає в ролі жінки і розписує деталі кожного дня мандрівки «жіночим письмом» — абеткою каною.
«Щоденник» вважається епохальним твором в історії японської літератури, оскільки став першим твором який був написаний не китайськими ієрогліфами, що вважалися «чоловічим письмом», а звичайною абеткою. Він сповнений душевними переживаннями головного героя, відсутністю політично-соціальних тем, змішанням реального і вигаданого світів, а також замальовками у вигляді 57-ми японських віршів вака. Твір постає виразом приватної гармонії людини і протиставляється офіційному регламенту чиновника.
Основної теми «Щоденник» немає; натомість містить ряд побіжних: радощі і труднощі подорожі, мінливість погоди і краса пейзажів, зустрічі та розставання з людьми, людська доброта і материнська любов, страх перед природними лихами, любов до батьківщини-столиці тощо.
Оригінал «Щоденника» не зберігся. На сьогодні існує 3 головні копії твору: список Маеди, список Сейкей-сьоку і список Тамеїє. Перший виконаний з оригіналу, написаного Цураюкі і наслідує його почерк, проте другий містить повніший варіант розровіді. 